# Shitennō (clan Minamoto)
Shitennō (四天王), terme japonais qui renvoie normalement aux Quatre Rois célestes du bouddhisme au Japon, est également employé pour désigner les obligés particulièrement fameux ou loyaux réunis en groupes de quatre, de certaines des plus célèbres personnalités historiques et légendaires du Japon.
Les quatre samouraïs ici nommés sont mentionnés dans la légende comme les shitennō de Minamoto no Yorimitsu (aussi appelé Raikō) (948-1021) :
- Sakata no Kintoki : précédemment appelé Kaidomaru, est issu de la maison Suzaku ;
- Urabe no Suetake : issu de la maison Sōryū ;
- Usui Sadamitsu : issu de la maison Genbu ;
- Watanabe no Tsuna : issu de la maison Byakko.

Minamoto no Yoshitsune (1159-1189) est accompagné de ses quatre shitennō, présents dans la pièce kabuki Yoshitsune Senbon-sakura et autres œuvres :
- Suruga Jirō Kiyoshige (駿河次郎清重?)
- Kamei Rokurō Shigekiyô (亀井六郎重清?)
- Kataoka Hachirō Tsuneharu (片岡八郎常春?)
- Ise Saburō Yoshimori (伊勢三郎義盛?)

## Source de la traduction
- (en) Cet article est partiellement ou en totalité issu de l’article de Wikipédia en anglais intitulé « Shitennō (Minamoto clan) » (voir la liste des auteurs).